# BMW R1200 R
La BMW R1200R è una motocicletta costruita dalla casa motociclistica tedesca BMW facente parte della serie di modelli equipaggiati dal classico motore boxer e riconoscibili appunto dalla lettera "R" iniziale. La stessa lettera R finale indica invece l'appartenenza alla classe Roadster.

## Descrizione
Questo modello, presentato nel corso del 2006, va ad arricchire il parco moto BMW, affiancando gli altri modelli prettamente stradali della stessa serie già presenti come la R1200 S e la R1200 RT, la prima con caratteristiche più sportive e la seconda più granturistiche.
Inseribile nel segmento delle moto cosiddette naked, ha un propulsore che eroga 109 cavalli di potenza ed un peso di circa venti chili in meno della precedente sorella R1150R.

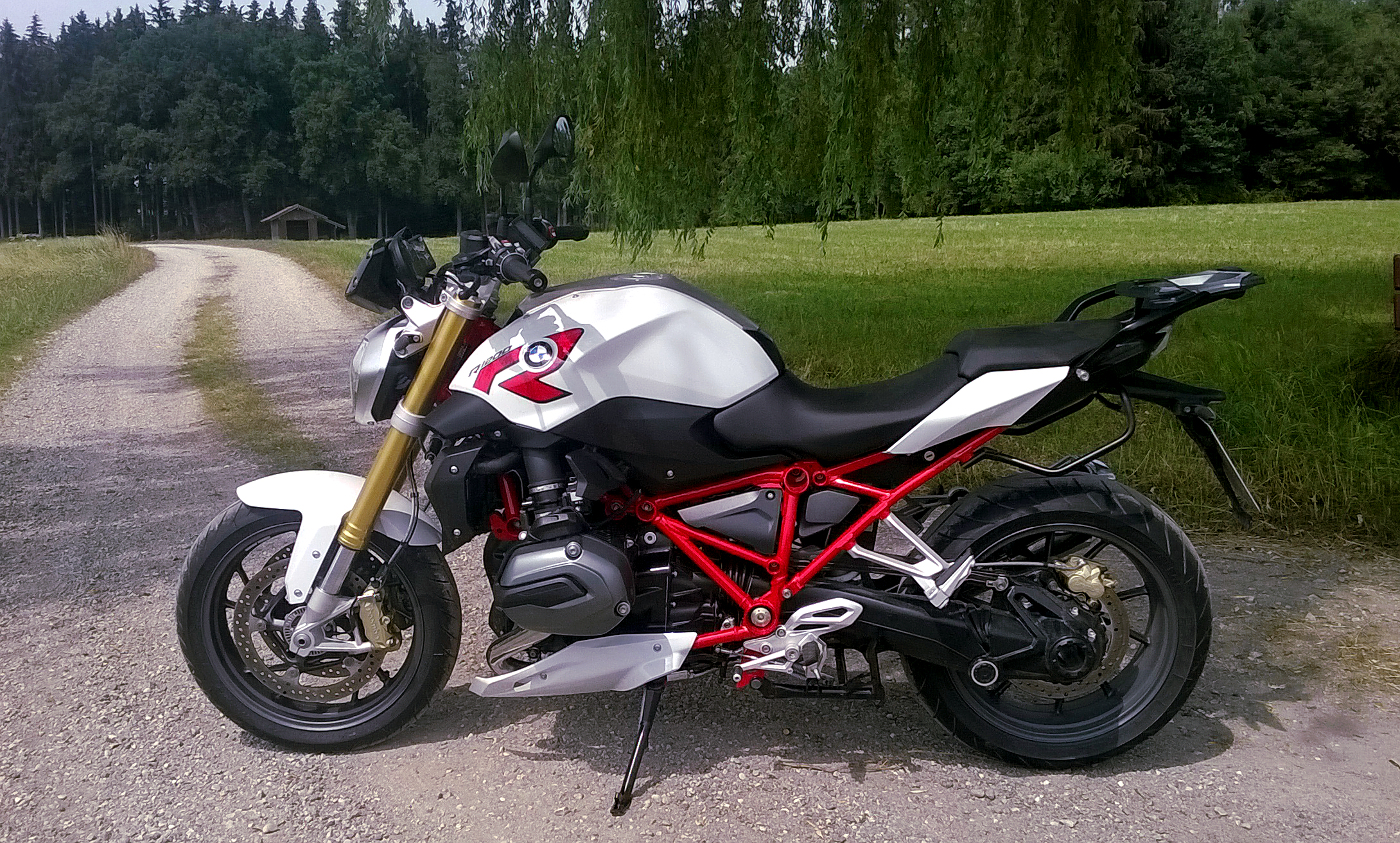
R 1200 R seconda serie del 2015

Anche per questo modello la casa bavarese ha reso disponibile l'ABS che aumenta la sicurezza nella frenata anche per le due ruote. In questo modello è anche affiancabile ad un sistema di controllo antipattinamento della ruota posteriore.
Alla fine del 2014 è stata presentata la seconda serie della nuova R1200 R. Tra le principali novità, il nuovo motore raffreddato a liquido da 125 CV e 125 Nm di coppia (lo stesso montato sulle GS e RT) ed una nuova forcella telescopica upside-down al posto della classica sospensione Telelever. Su questa nuova serie è stata costruita la R 1200 RS.
Sono stati resi disponibili come optional anche vari accessori come: il computer di bordo, la regolazione elettronica delle sospensioni, parabrezza in due versioni (sport e touring), e accessori per l'utilizzo anche nella stagione invernale, come ad esempio le manopole riscaldate.